# Curagău
Curagău – wieś w Rumunii, w okręgu Jassy, w gminie Comarna. W 2011 roku liczyła 163 mieszkańców.